# Acto de violencia
Acto de violencia (Act of Violence en inglés) es una película de cine negro de 1948 dirigida por Fred Zinnemann, con guion de Robert L. Richards basado en una historia de Collier Young. Su protagonistas son Van Heflin, Robert Ryan, y Janet Leigh. La película participó en la selección oficial del Festival de Cannes de 1949.

## Trama
Frank Enley (Van Heflin), regresa a su hogar tras la Segunda Guerra Mundial y haber sobrevivido a un campo de prisioneros de la Alemania nazi donde muchos de sus compañeros murieron. El «héroe de guerra» es respetado y estimado por su buen carácter y sus buenos servicios en la comunidad californiana de Santa Lisa. Lo que no sabe es que Joe Parkson (Robert Ryan), quien fuera su mejor amigo, también atravesó esa experiencia penosa, pero quedó lisiado de una pierna. Frank ayudó a sus captores a cambio de comida, y Joe está decidido a que se haga justicia.
La esposa de Frank, Edith (Janet Leigh) no sabe nada de las transgresiones de su esposo, pero la novia de Joe sí, aunque no puede hacerlo desistir de su idea de cobrar vejas cuentas viendo a Frank muerto. Frank tendrá que confrontar su pasado, y aceptar que no se comportó como un héroe sino como un cobarde. 
Perseguido con fiereza por Joe  Frank se oculta, dejando a su confundida esposa tras de sí. Contrata entonces los servicios de una vieja prostituta, Pat (Mary Astor), y de un sicario, Johnny (Berry Kroeger).

## Reparto
- Van Heflin como Frank R. Enley.
- Robert Ryan como Joe Parkson.
- Janet Leigh como Edith Enley.
- Mary Astor como Pat.
- Phyllis Thaxter como Ann Sturges.
- Berry Kroeger como Johnny.
- Taylor Holmes como Gavery.
- Harry Antrim como Fred Finney.
- Connie Gilchrist como Martha Finney.
- Will Wright como hombre que alquila botes en el lago Redwood.